# Publiczna Szkoła Podstawowa im. Heleny i Józefa Świątyńskich w Ossali
Publiczna Szkoła Podstawowa im. Heleny i Józefa Świątyńskich w Ossali – szkoła podstawowa położona w gminie Osiek, w powiecie staszowskim, w województwie świętokrzyskim. Została założona w 1872 roku przez ówczesnych zaborców (Rosjan) na podstawie aktu fundacyjnego Rady Szkolnej – jako elementarna jednoklasowa szkoła ludowa z jednym nauczycielem. Obecnie (w roku szkolnym 2018/19) do szkoły uczęszcza około 120 uczniów do ośmiu klas i jednego oddziału przedszkolnego. Na terenie szkoły oprócz klas znajdują się: biblioteka szkolna wraz z czytelnią i świetlicą, pracownia komputerowa, sala gimnastyczna, sklepik szkolny spółdzielni uczniowskiej, stołówka wraz z jadalnią, szatnie oraz Izba Pamięci Narodowej. W skład rejonu szkolnego wchodzą następujące wioski jak i ich przysiółki: Mucharzew (Smug), Nakol (Pod Mostem, Pod Wałem), Niekrasów (Choiny, Dąbrowa, Za Górą), Ossala (Goleń, Górki, Kałki, Pod Lasem, Wądoły, Wierzby), Ossala-Lesisko (Duże i Małe), Trzcianka (Bargielka), Trzcianka-Kolonia (Gilówka, Kolonia-Tursko Małe), Sworoń (Za Wałem) i Strużki (Gajówka).

## Historia szkoły
Źródło: oficjalna strona szkoły
Pierwszy budynek szkolny był drewniany z jedną izbą lekcyjną i mieszkaniem dla nauczyciela, kryty słomą, a przy nim stała stodoła ze stajnią pod jednym dachem. Jednak z czasem okazał się za mały, ze względu na wzrastającą liczbę uczniów. W 1906 roku drewniane budynki rozebrano i wymurowano szkołę dwuizbową, w której uczyły się w większości dzieci polskie, z rzadka rosyjskie i osadników niemieckich (bez dzieci żydowskich – miały swoje własne szkoły). Młodzież uczęszczała do szkoły tylko w miesiącach zimowych, „gdy bydło stało w stajni” – a dla większości mieszkańców czymś naturalnym było to, że obowiązku szkolnego nie było. Dzieci 7-letnich w szkole się nie spotykało, uczęszczały dzieci starsze, przeważnie w wieku od 10 do 16 lat. Nauka odbywała się od godz. 800 do 1600. Do 1905 roku uczono tylko w języku rosyjskim, potem w języku polskim, jednak język rosyjski był obowiązkowy i tylko w nim załatwiano korespondencję urzędową. Szkoła miała cztery oddziały: wstępny, pierwszy, drugi i trzeci. Wszystkie oddziały uczyły się razem, a uczył w nich tylko jeden nauczyciel, Rosjanin opłacany przez rząd gubernatorstwa radomskiego. Ksiądz nie uczył religii w szkole, lecz nauczyciel-niekatecheta. Do szkoły przeważnie uczęszczały dzieci z pobliskich wiosek, tj. głównie: Ossali, Niekrasowa, Strużek, Nakola, Matiaszowa, Sworonia i Trzcianki oraz dzieci z folwarków i kolonii dworskich (np.: Ossali Dworskiej, Trzcianki Folwarcznej, czy Szwagrowa), lecz te musiały płacić nauczycielowi. Stosunek jednak wsi do szkoły i oświaty był niezadowalający, było wielu, którzy nie chcieli posyłać swych dzieci do szkoły. Byli i tacy, którzy kilkoro dzieci kształcili w ówczesnych szkołach średnich.
W czasie I wojny światowej na podstawie Przepisów Tymczasowych z dnia 1 października 1917 roku została wybrana „Opieka szkolna”, której głównym zadaniem było: opiekowanie się szkołą, nauczycielami i dziećmi, pouczanie rodziców o potrzebie nauki i staranie się o rzeczowe potrzeby szkoły. Niestety błędne pojmowanie swoich obowiązków (przez tę instytucję) spowodowało narzucenie swej władzy nadzorczej nauczycielom (którzy ulegali jej wpływom, w obawie o utratę pracy). W II Rzeczypospolitej do 1920 roku była nadal szkołą jednoklasową, a z czasem (na przełomie roku 1921/1922) miała już pięć oddziałów. W roku szkolnym 1924/1925 w pięciu oddziałach uczyło się już 167 dzieci. Nauka odbywała się w dwóch pomieszczeniach szkoły i jednej izbie wynajętej na wsi (bowiem w pozostałych salach mieszkał nauczyciel). Uczyło wtedy trzech nauczycieli, a religii uczył ksiądz – nie w Kościele, a w szkole. Frekwencja dzieci była dość dobra (wielu rodziców ukarano za nie posyłanie dzieci do szkoły). Jednak niewielka część dzieci kończących podstawowy wiek szkolny kontynuuje naukę w szkole ponadpodstawowej, ówczesnym gimnazjum.
Lata zaborów i ich zaniedbań świeżo reaktywowanego państwa polskiego spowodowały, że poziom kulturowy wsi był nikły. W roku 1927 na 840 mieszkańców obwodu szkolnego było, aż 235 analfabetów zupełnych w wieku od 14 lat i starszych, i 205 półanalfabetów. W celu likwidacji analfabetyzmu w okresie zimowym prowadzono kursy wieczorowe dla dorosłych, które nie cieszyły się zbytnią popularnością.
Wskutek wielkiego kryzysu gospodarczego 1929–1933 nastąpiło znaczne zubożenie ludności na wsi. Pogorszenie warunków życia i pracy, brak odzieży, obuwia, przyborów szkolnych. Dzieci źle odżywione, zapędzane do robót nie mogły podołać obowiązkom szkolnym. Stąd niska frekwencja i niezadowalające postępy w nauce. W roku szkolnym 1937/1938 szkoła została podniesiona do IV-klasowej, liczyła 237 uczniów, pracowało 4 nauczycieli, w budynku szkoły były już 4 sale lekcyjne.
Jednak mimo wielu zaniedbań z okresu międzywojennego szkoła stała się lokalnym ośrodkiem kultury – na jej terenie organizowano wiele imprez artystycznych. Zorganizowano „Kółko amatorskie” młodzieży wiejskiej, przygotowywano występy artystyczne, jasełka, wieczory literackie. Młodzież ze starszych klas wydawała gazetkę szkolną pt. „Nasza gazetka”. Za uzyskane pieniądze z przedstawień i z przeprowadzonej akcji zbiórki pieniędzy zostały zakupione książki do biblioteki szkolnej. Ponadto w 1932 roku założono sklepik szkolny, a z uzyskanych dochodów prenumerowane były: „Płomyk”, „Płomyczek” i „Ilustracja Szkolna”. Organizowane były wycieczki do Sandomierza (40 km) – furmankami i do Połańca (10 km) – pieszo, koszty wycieczek pokrywały w większości dzieci i ich rodzice.
W okresie okupacji do szkoły uczęszczało 295 uczniów, było trzy klasy, trzech nauczycieli i katechetka. Ważnym ośrodkiem tajnych kompletów stało się Tursko Wielkie, gdzie według przedwojennego programu nauczania gimnazjum (po wojnie bowiem zlikwidowano gimnazja) lekcje organizował aktywny działacz BCh, Piotr Sarzyński. Objęły one okoliczną młodzież, ponadto tajne lekcje odbywały się w Ossali u Józefa Świątyńskiego, kierownika miejscowej szkoły, czy w domu prywatnym Państwa Kwiatkowskich. Na komplety uczęszczało 60 uczniów. Ośrodek ten współpracował z grupą „Jędrusiów” i AK. Nauczycielka geografii Maria Jarema była współorganizatorem tajnych spotkań ukrywającej się młodzieży, powielała tajną prasę i prowadziła zajęcia samokształceniowe w zakresie poezji i literatury polskiej.
Po przekroczeniu przez Armię Czerwoną Wisły w rejonie Baranów Sandomierski–Osiek zaczyna się budowa zrębów nowej lokalnej władzy PRL-u, a w jej wyniku szkoła liczy łącznie siedem klas – zaczęto uczyć na zmiany. Ponadto w trakcie i po II wojnie światowej w wyniku reform rolnych (na mocy dekretu PKWN z 6 września 1944) i nadaniu chłopom upragnionej ziemi, rodzice zaczęli lekceważyć obowiązek szkolny, angażowali dzieci do pracy fizycznej głównie na roli, nie dbali o swoje pociechy. Dzieci były małoambitne, nie miały też chęci do nauki i spełniania obowiązków szkolnych. Wyniki pracy szkoły były niezadowalające. Chcąc poprawić sytuację w szkole ustalono następujące kierunki pracy szkoły: dążenie do podniesienia wyników nauczania, wykształcenie w uczniach socjalistycznego stosunku do pracy, podniesienie autorytetu nauczyciela. W związku z zarządzeniem Ministerstwa Oświaty zabroniono rozpoczynania lekcji modlitwą, nauczycielom noszenia emblematów religijnych, i usunięto krzyże ze szkoły. Podkreślano laickość szkoły, kształtowanie naukowego poglądu na świat. Wkrótce wycofano religię ze szkoły. W roku 1964, kiedy miała miejsce reforma oświaty, szkoła stała się już VIII-klasową, a w 1970 roku odrestaurowano stary budynek szkoły. Zagospodarowano strych, uzyskując 2 nowe sale lekcyjne i kancelarię. Było już 6 sal lekcyjnych, utworzono klasopracownię fizyko-chemiczną. Szkołę zaopatrzono w niezbędny sprzęt szkolny i pomoce dydaktyczne. W roku szkolnym 1970/71 zapisanych jest 193 uczniów, pracuje 6 nauczycieli.
W 1972 roku uroczyście obchodzono 100-lecie istnienia szkoły. Niestety zmniejszył się rejon szkolny, wypadły z niego: Nakol, Matiaszów, Sworoń i Trzcianka-Kolonia.
Z początkiem transformacji systemowej w 1989–1990 roku w szkole uczy się 138 dzieci, pracuje 12 nauczycieli. Religii, która powraca do szkoły uczy ksiądz i katecheta. W tymże roku rozpoczęto modernizację starej szkoły, i zaczęto budowę nowej – na częściach starych fundamentów nadających się do dalszej przebudowy. Zaczął się okres trudności lokalowych. Zajęcia zostają przeniesione do byłego domu nauczyciela – dzieci uczą się w ciasnym budynku drewnianym oraz w barakach użyczonych przez proboszcza parafii, gdzie dotychczas odbywały się lekcje religii. Po dwóch latach w styczniu 1992 roku zakończono budowę nowej szkoły. Niezwykłe zaangażowanie oraz niezbędnej pomocy finansowej udzielili rodzice uczniów, jak i w większości pobliskie zakłady pracy – to dzięki ich wkładowi z zagospodarowano nowy budynek. Wyposażono szkołę w niezbędne meble i sprzęt audiowizualny. Warunki pracy uległy znacznej poprawie, m.in. klasy młodsze mają swoje stałe pracownie, a biblioteka szkolna ma oddzielne pomieszczenie, gdzie wydzielono kącik na czytelnię. Ponadto wygospodarowano pomieszczenie na Izbę Pamięci Narodowej, gdzie zgromadzono eksponaty z terenu obwodu szkolnego. W 1992 roku rozpoczęto budowę sali gimnastycznej, którą oddano do użytku po dwóch latach w 1994 roku. Koszty budowy i wyposażenia pokryła w całości Elektrownia im. Tadeusza Kościuszki w Połańcu, chociaż rodzice uczniów także pomagali przy jej budowie.
W wyniku reformy edukacji z 2000 roku szkoła stała się VI-klasowa, a w jej obręb szkolny zostaje wcielona wioska Mucharzew. Ponadto w wyniku tejże reformy większość uczniów dochodzących dotychczas do szkoły pieszo (niekiedy kilka kilometrów) – jest dowożonych autobusami szkolnymi, tzw. gimbusami, jeśli ich droga do szkoły jest dłuższa niż 3 km. Z kolei po likwidacji Niepublicznej Szkoły Podstawowej w Sworoniu (prowadzonej przez stowarzyszenie rodziców) w 2008 roku przejmuje ona jej obowiązki, jak i rejon szkolny, tj. wioski: Sworoń, Nakol i Trzciankę-Kolonię.
18 września 2004 roku odbyła się uroczystość nadania imienia szkole: „Heleny i Józefa Świątyńskich” w Ossali, byłych wieloletnich pracowników szkoły. Jest to najstarsza jednostka tego typu na terenie gminy Osiek.

## Absolwenci
Jej absolwentami są m.in.: Kazimierz Aleksander Sabbat – Prezydent RP na uchodźstwie (prezydent z Trzcianki), Adam Bień – ostatni z procesu szesnastu, Józefa Kwiatkowska – poetka i malarka.